# Disopora longicollis
Disopora longicollis är en skalbaggsart som först beskrevs av Étienne Mulsant och Claudius Rey 1852.  Disopora longicollis ingår i släktet Disopora, och familjen kortvingar. Arten har ej påträffats i Sverige.